# La cabellera de Medusa
La cabellera de Medusa o El lazo de Medusa (en inglés Medusa's Coil) es una historia corta de H. P. Lovecraft y Zealia Bishop. Fue publicada por primera vez en la revista Weird Tales en enero de 1939, dos años después de la muerte de Lovecraft.

## Argumento
La historia trata del hijo del dueño de una plantación estadounidense que trae de París una nueva esposa. Mezcla elementos de los Mitos de Cthulhu de Lovecraft con el antiguo mito griego de Medusa, pero también se ha destacado por sus aspectos racistas.

## Edición en castellano
- Lovecraft, Howard Phillips (2013, reedición 2019). Más allá de los eones y otras historias en colaboración (José María Nebreda, trad.). Gótica 91. Madrid: Valdemar. ISBN 978-84-7702-895-6.